# Щепановице (Краковский повет)
Щепанови́це (пол. Szczepanowice) — село в Польше в сельской гмине Сломники Краковского повета Малопольского воеводства.

## География
Село располагается в 1 км от административного центра гмины города Сломники и в 24 км от административного центра воеводства города Краков. Село находится на Малопольском пути святого Иакова.
В 1975—1998 годах село входило в состав Краковского воеводства.

## Население
По состоянию на 2013 год в селе проживало 197 человек.
| 2007 | 2013 |
| ---- | ---- |
| 200  | 197  |

| Перепись  | Всего   | Всего | Женщины | Женщины | Мужчины | Мужчины |
| --------- | ------- | ----- | ------- | ------- | ------- | ------- |
| Единицы   | человек | %     | человек | %       | человек | %       |
| Население | 197     | 100   | 110     | 55,83   | 87      | 44,17   |